# Alana Portero
Alana S. Portero, née à Madrid en 1978, est une écrivaine, poétesse et dramaturge espagnole. 
Personnalité trans,, elle écrit sur la culture, le féminisme et l'activisme LGBT, avec une attention particulière pour les femmes trans.

## Biographie

### Origines et famille
Alana S. Portero nait à Madrid en 1978. Ses parents font partie de la classe ouvrière.
Elle grandit un quartier populaire de la capitale,. 

### Études
Elle étudie l'histoire médiévale à l'université autonome de Madrid[réf. souhaitée].

### Parcours artistique
Elle cofonde STRIGA, une compagnie de théâtre où elle est dramaturge et actrice,.  Elle collabore avec plusieurs éditeurs espagnols, tels que les magazines Agente Provocador, ElDiario.es, El Salto, SModa et Vogue España.
Portero écrit plusieurs recueils de poèmes : La habitación de las ahogadas (2017) ; La próxima tormenta (2014) ; Irredento (2011) ; Fantasmas (2010). Elle écrit également la pièce de théâtre Música silenciosa (2008). Elle collabore par ailleurs à plusieurs recueils d'œuvres sélectionnées tels que La revuelta del pueblo cucaracha (2013), El descrédito (2013), Mundo Subterráneo (2015), Alcasseriana (2016), Vidas Trans (2019) ou Asalto a Oz (2019).
La mala costumbre (La mauvaise habitude) est son premier roman,. Raconté par la voix d'une fille « enfermée dans le corps d'un garçon », il décrit un passage à l'âge adulte dans la classe ouvrière madrilène. Le roman a été présenté avec succès à la Foire du livre de Francfort en 2023. Il est traduit en onze langues, dont l'anglais,, le français et l'allemand.

## Ouvrages
- (es) es, Música silenciosa, Ed. Endymion, 2008 (ISBN 978-8477314684).
- (es) Fantasmas, Ed. Endymion, 2010 (ISBN 978-8477314967)
- (es) Irredento, ed. Endymion, 2011 (ISBN 9788477315186)
- (es) La próxima tormenta, Ed. Origami, 2014 (ISBN 9788494209406)
- (es) La habitación de las ahogadas, Ed. Harpo Libros, 2017 (ISBN 978-8494539961)
- La mala costumbre (es). Roman. Ed. Seix Barral (2023). Traduction française : Alana S. Portero (trad. Margot Nguyen-Béraud), La mauvaise habitude: roman, J'ai lu, coll. « J'ai lu », 2024 (ISBN 978-2-290-40123-1)[17],[18].

## Distinctions
- En 2023, le ministère espagnol de l'Égalité lui décerne un prix pour avoir donné une visibilité aux femmes transgenres à travers l'ensemble de son travail[19].